# Carentino
Carentino är en ort och kommun i provinsen Alessandria i regionen Piemonte i Italien. Kommunen hade 318 invånare (2018).